# Cañoneros de Campeche
El Cañoneros de Campeche fue un equipo profesional de fútbol de México, fundado el 13 de julio de 2011 en la ciudad de San Francisco de Campeche capital del Estado de Campeche, México. El equipo disputaba sus juegos como local en el Estadio Universitario (Propiedad de la Universidad Autónoma de Campeche). Los colores que identificaban al equipo son el rojo, blanco y dorado.

## Historia
El fútbol profesional en la ciudad de San Francisco de Campeche nace con la franquicia de Tercera División de México denominada Corsarios de Campeche, fue el 6 de septiembre de 1981 cuando debutaron en el Estadio Univeritario de la Universidad Autónoma de Campeche derrotando a los Átomos de Minatitlán por 2 goles a 1, en sus inicios el equipo era nombrado como Corsarios de la Universidad Autónoma del Sudeste (UAS). Para la creación del equipo se contó con el apoyo del entonces gobernador del Estado de Campeche, Ing. Eugenio Echeverría Castellot.
Es a partir de la temporada 1983-1984 cuando asume la presidencia del equipo Alberto Chan Talango, que se decide que el equipo sea conocido como Corsarios de Campeche.
Desde el debut del equipo Corsarios de Campeche hasta la actualidad, el equipo campechano ha logrado participar en varias liguillas pero no ha podido conseguir el ascenso a la Segunda División de México. Derivado de esta situación surge la inquietud de contar con un equipo que participe en divisiones con jerarquía más alta del fútbol profesional del país.
Es en el año 2011 cuando a través de diversas gestiones del senador Alejandro Moreno Cárdenas, contando con el apoyo del Gobernador del Estado de Campeche Lic. Fernando Ortega Bernés presentan una nueva franquicia denominada Cañoneros de Campeche, con la intención de elevar el nivel del fútbol profesional en el Estado, así como fomentar la práctica del deporte en la región e incrementar la oportunidad para los jóvenes con aspiraciones de jugar futbol a nivel profesional.
El Club Corsarios de Campeche y los Cañoneros de Campeche, tienen una estrecha relación de colaboración para incrementar el nivel del fútbol en Campeche, de la misma forma ahora comparten el Estadio Universitario para desempeñar sus juegos como local.
Participación de Cañoneros en Torneos de la Segunda División de México:
- Apertura 2011: Debut de Cañoneros

El Torneo Apertura 2011 fue el primer torneo de los Cañoneros de Campeche, el equipo terminó con el mejor promedio de asistencia de espectadores [cita requerida], tuvieron una participación regular colocándose en el 9° lugar de la tabla general de la Zona 1, con 11 puntos obteniendo el derecho para disputar un partido de recalificación para entrar a la liguilla por el título, el rival fue el equipo Alto Rendimiento Tuzo, Cañoneros fue derrotado por 2-0 quedando eliminado.
- Clausura 2012: Primera clasificación a la liguilla

Para el Clausura 2012 el equipo terminó en el 5° lugar de la tabla general del grupo I con 29 puntos, lo que le permitió acceder a su primera liguilla por el título. Cañoneros quedó eliminado en la ronda de octavos de final tras empatar en marcador global 3-3 con los Alacranes de Durango, el quedar mejor ubicado en la tabla le permitió al equipo de Durango avanzar a la siguiente ronda atendiendo al primer criterio de desempate establecido por la liga.
- Apertura 2012: El equipo avanza a la ronda de Cuartos de Final

El Torneo Apertura 2013 Cañoneros terminó el 8° lugar con 20 puntos en la tabla general del Grupo I. Ya calificados en la liguilla, en la ronda de octavos de final, enfrentó al equipo filial del Necaxa, con un marcador global de 2-1 logró su clasificación por primera vez en su historia a la ronda de cuartos de final. En cuartos de final el rival en turno fue el América Coapa, el equipo campechano quedó eliminado en esta ronda al ser derrotados por marcador global de 3-1.
- Clausura 2013: Tres torneos consecutvios clasificando a la liguilla

Para el torneo Clausura 2013, Cañoneros terminó nuevamente el torneo regular en 8° de la tabla general del grupo I con 18 puntos, Cañoneros quedó eliminado en la primera ronda de octavos de final al caer ante Pumas Naucalpan por marcador global de 4-3, en el partido de ida disputado en el Estadio Universitario el equipo campechano obtuvo una clara victoria por 3 - 1. Sin embargo para el partido de vuelta en Naucalpan, el equipo de Pumas tuvo una gran reacción para ganar por 3 - 0 y terminar con las aspiraciones de los Cañoneros.
- Desaparición

El clausura 2015 fue el último torneo del club.

## Estadio

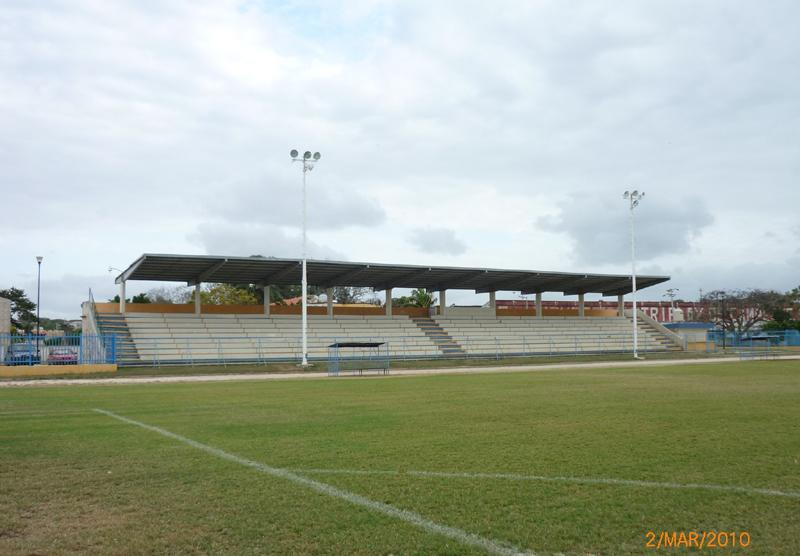
Estadio Universitario

El Estadio Universitario es un estadio de Fútbol ubicado en la ciudad de San Francisco de Campeche, Campeche, México, cuenta con una capacidad para 4.000 espectadores, el estadio es propiedad de la Universidad Autónoma de Campeche (UAC).
El Estadio Universitario cuenta con pista recreativa de atletismo, canchas de usos múltiples (fútbol sala, baloncesto, voleibol, etc.), además de ser sede de los equipos profesionales de fútbol de la ciudad, Cañoneros y Corsarios, el estadio es utilizado para diversos eventos deportivos, culturales y educativos de la Universidad así como del público en general.

## Afición
Los Cañoneros de Campeche contaban con una porra oficial que se llamaba La Santanera que acudía a animar a todos los partidos que jugaban en el Estadio Universitario.

## Escudo
El Escudo conjuga modernidad y tradición deportiva.
Los elementos que lo componen son dos cañones en cruz con un balón de fútbol al centro del escudo, el fondo es rojo con bordes dorados, flanqueado por olas de mar que al mismo tiempo representan el fuego de la contienda y rematado por una corona, en franca alusión a la herencia colonial del Estado de Campeche.